# Bultaco Mercurio
La Bultaco Mercurio fue un modelo de motocicleta de turismo fabricado por Bultaco entre 1961 y 1986. En su vida comercial se produjeron diversas versiones en cilindradas variadas (desde 125 hasta 200 cc), todas ellas con las mismas características generales: motor de dos tiempos monocilíndrico refrigerado por aire, bastidor de cuna simple, frenos de tambor y amortiguadores de horquilla convencional delante y telescópicos detrás. Durante años, se le introdujeron constantes mejoras en los acabados, como la caja de herramientas carenada y pequeñas modificaciones en el grupo termodinámico.
Destinada a un público mayoritario, la Mercurio fue uno de los modelos con mayor continuidad de la marca (se mantuvo en producción incluso después del cierre de la empresa, en este caso de forma artesanal), ya que basaba su éxito comercial en dos factores clave: era económica y duradera. Contrariamente a otros modelos de Bultaco (tipo Tralla o Metralla) no era una motocicleta potente ni deportiva, pero su gran facilidad de mantenimiento y el hecho de ser considerada prácticamente irrompible la hicieron alcanzar altas cotas de ventas. Más adelante, Bultaco aplicó la misma filosofía de producto en otros modelos, entre ellos la Saturno y la Senior, pero la Mercurio ha pasado a la historia como la moto más popular de la marca (en su época, fue calificada a menudo como "la moto del pueblo").

## Historia

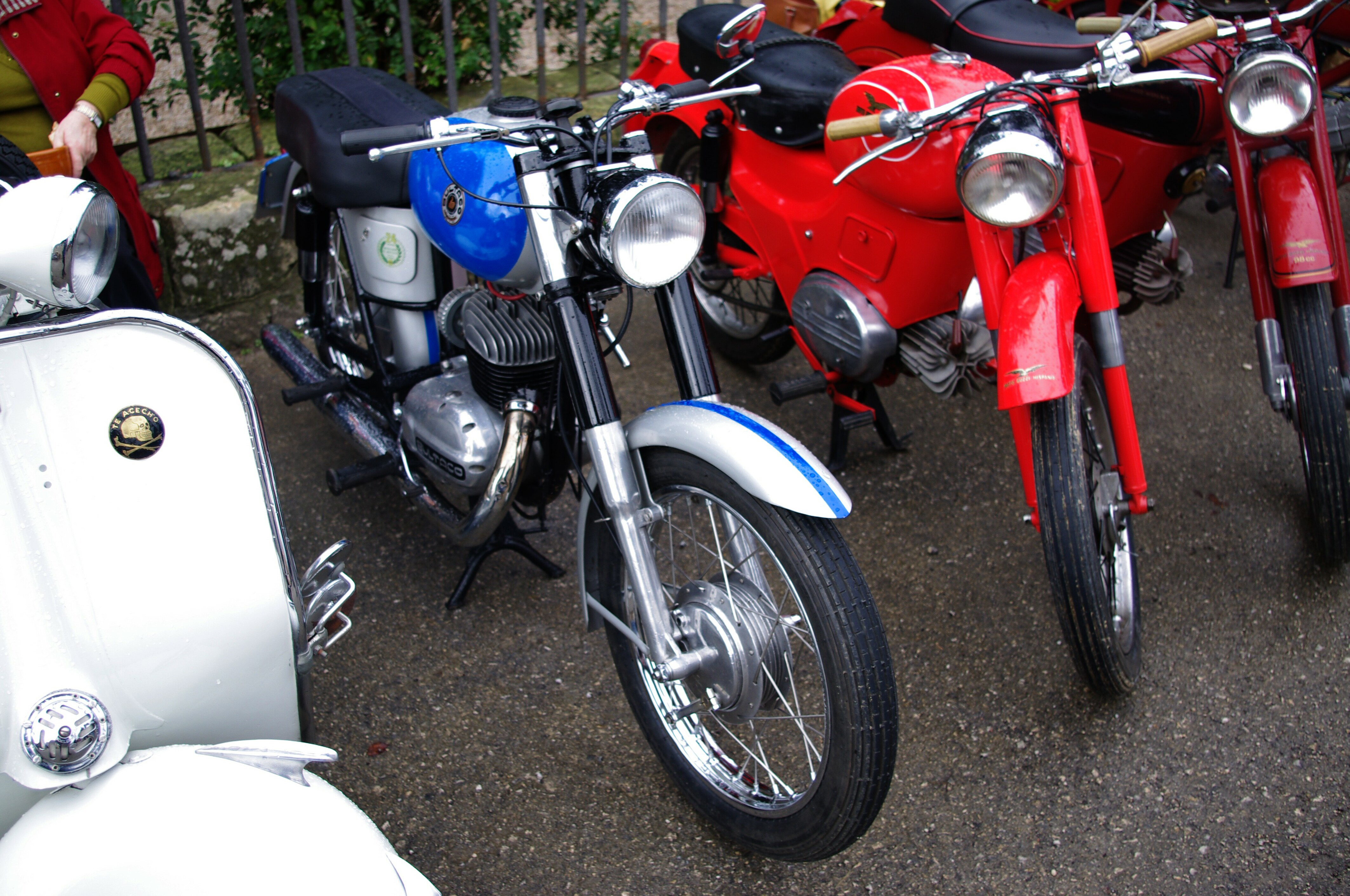
En azul: Mercurio 125 de 1960

Bultaco empezó su actividad en 1959, fabricando una moto eminentemente deportiva, la Tralla 101, modelo al que se le aumentó la cilindrada y se le suavizó la respuesta del motor en 1960 para dar lugar a la Bultaco 155. Aunque este nuevo modelo, más "utilitario", iba destinado a un público más amplio, seguía siendo caro para las clases populares. Paco Bultó, fundador y dueño de Bultaco, decidió entonces ofrecer una moto al alcance de todos e ideó la primera Mercurio 125, presentada en diciembre de 1960 y comercializada a partir de enero de 1961. Se trataba de un modelo económico (salió a la venta al precio de 18.500 pts de la época, unos 111 euros al cambio), en el que los acabados eran los mínimos imprescindibles: no se le habían pulido ni el cárter, ni los frenos ni el tubo de escape, que iba pintado de negro. Con un motor que entregaba 9 CV a 5000 rpm, su velocidad máxima era de 85-90 km/h.
Pese a tratarse de una moto barata y sencilla, casi "espartana", la Mercurio 125 ofrecía calidad y robustez. En diciembre de 1960, un mes antes de su lanzamiento, se realizó un acto publicitario pensado para demostrar su fiabilidad: con el objetivo de recaudar fondos para los damnificados en el terremoto de Chile de aquel año, una unidad de preserie circuló durante 11 días seguidos, sin parar el motor, recorriendo 14.000 km por la península ibérica (48 provincias españolas entre el 11 y el 21 de diciembre). Varios pilotos oficiales de Bultaco se turnaron a los mandos de la moto, entre ellos John Grace, Marcel Cama, Ricardo Quintanilla, Bambi y Rivadulla.
La gestación de la futura Mercurio 155, el siguiente modelo de la gama, empezó el mismo año de 1960 con el lanzamiento de la Bultaco 155. En ese momento, Bultaco creó de hecho tres nuevos motores: el de 153,16 cc que equipaba a la 155, uno de 174,77 cc ("175") y otro de 196,04 cc ("200"). Ya por entonces se decidió que la futura Mercurio debería incorporar el motor de 153,16 cc en el mismo bastidor de la 125. El primer prototipo se montó poco antes de 1963 para poder hacerle las fotografías que ilustrarían el calendario anual y los catálogos de Bultaco para ese año. Era idéntica estéticamente a la Mercurio 125, salvo el motor y el tubo de escape adoptados de la Bultaco 155. Finalmente, en marzo de 1963 se puso a la venta la nueva Mercurio 155, identificada internamente como "Modelo 9". Poco después de presentarse (cuando ya se habían vendido algunas unidades), se decidió mejorar un poco los acabados y se le pulieron todas las partes metálicas incluidos los rodillos de las ruedas, se le cambió la caja de herramientas por una mayor, y el manillar de tubo se sustituyó por uno de chapa en color gris. La Mercurio 155 fue el primer verdadero éxito de ventas de Bultaco.

### Las Campera

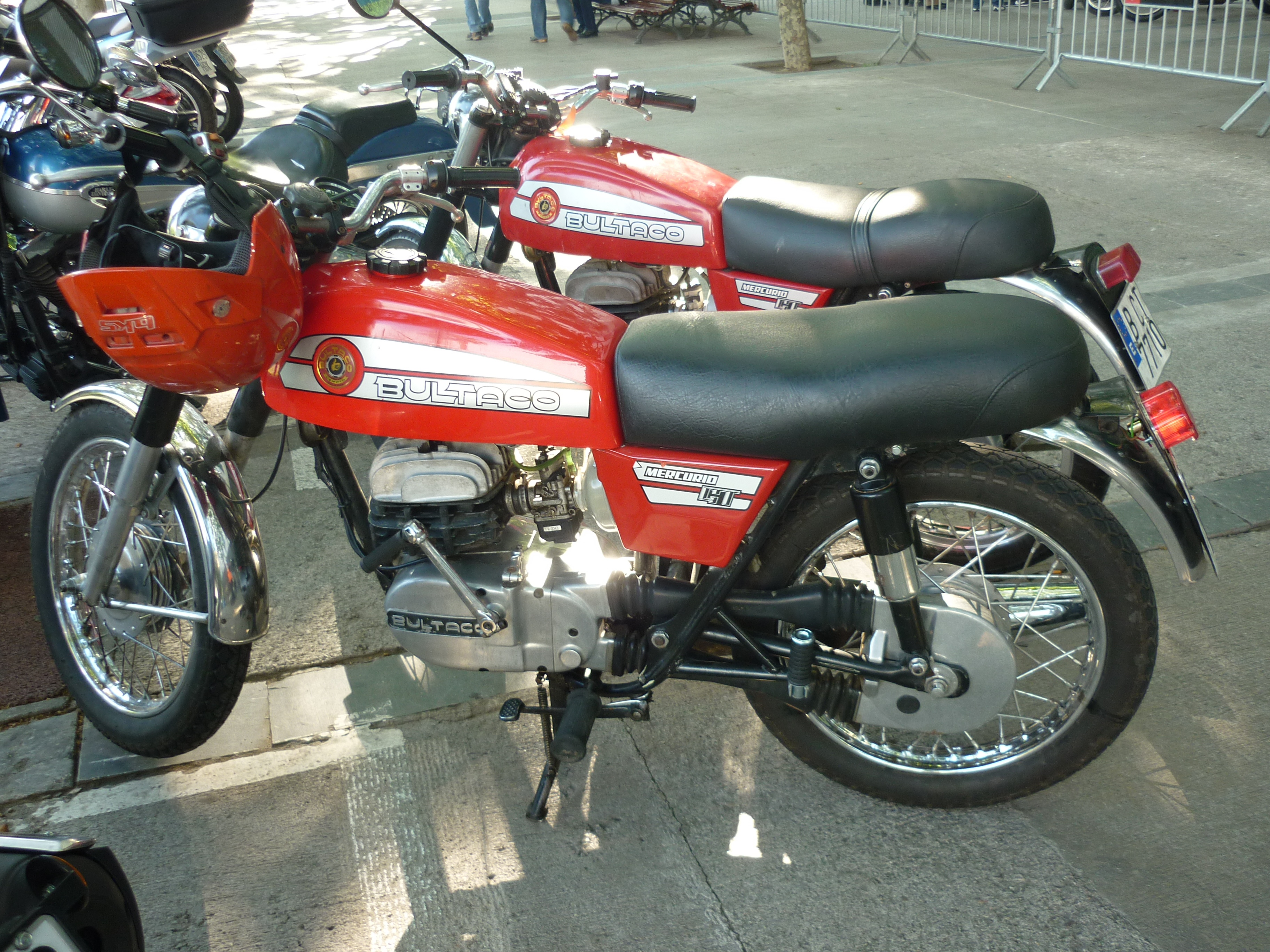
Dos Mercurio 175 GT de 1976

El mismo año del lanzamiento de la Mercurio 125, 1961, Bultaco comercializó una adaptación rural llamada Campera 125. Era básicamente igual, pero con pequeños cambios, como el tubo de escape levantado (que pasaba por debajo del asiento), el manillar ancho y el depósito de once litros (por los doce de la Mercurio). De hecho, era tan parecida, que se le asignó un identificador de modelo dependiente (la Mercurio 125 era el Modelo 7 y la Campera, el 7-1) y se contabilizaron las unidades fabricadas de ambos modelos como uno solo. Las Campera eran motocicletas muy básicas debido a que la mayoría de las fabricadas iban destinadas a organismos oficiales (para guardas forestales, trabajadores de embalses, etc.) y, por lo tanto, era necesario presentar ofertas muy económicas en los concursos públicos en los que se decidía el proveedor de la nueva remesa de motocicletas.

### Las últimas Mercurio
En la primavera de 1976, problemas internos de la empresa hicieron que Bultaco no pudiera sacar al mercado las grandes novedades que se esperaban en el Automobile Barcelona de ese año. La única fue justamente la Mercurio 175 GT. Poco después, la marca anunció el fin de la Mercurio y el lanzamiento de dos nuevas motos de carretera: la Streaker y la Metralla GTS de 6 velocidades, pero la subsiguiente crisis de la empresa hizo que la Mercurio se siguiera fabricando. En 1980, superada la fase de colapso, se reanudó la producción con lo que se pudo y se fabricaron solo los modelos Sherpa T, Frontera, Chispa, Metralla, Alpina, Streaker y Mercurio 175 GT. De éstos, solo la Mercurio y algún otro se siguieron fabricando hasta el final de la empresa, precipitado pocos años después.

## Versiones

### Lista de versiones producidas
Prototipos que no pasaron a producción
| Id. Modelo | Nombre          | Versión             | Cilindrada | Años                   | Núm. Serie                | Pintura depósito                        |
| ---------- | --------------- | ------------------- | ---------- | ---------------------- | ------------------------- | --------------------------------------- |
| 7          | Mercurio 125    |                     | 125        | 1961 - 1966            | 700.001 a 709.177         | Azul cielo y plateado                   |
|            |                 |                     |            |                        |                           |                                         |
| 9          | Mercurio 155    |                     | 155        | 1963 - 1966            | 900.001 a 921.899         | Azul marino y plateado                  |
|            |                 |                     |            |                        |                           |                                         |
| 13         | Mercurio 175    | USA                 | 175        | Noviembre 1965 - ?     | 13.000.01 a 13.013.28     | Azul marino y plateado                  |
| 13-N       | Mercurio 175    | Nacional            | 175        | Noviembre 1965 - ?     | 13.000.01 a 13.013.28     | Azul marino y plateado                  |
|            |                 |                     |            |                        |                           |                                         |
| 15         | Mercurio 150    | Motor San Antonio 2 | 150        | -                      | Modelo no fabricado       | ?                                       |
|            |                 |                     |            |                        |                           |                                         |
| 22         | Mercurio 155    | 147cc               | 155        | Febrero 1966 - 1974    | 22.000.001 a 22.015.515   | Azul marino y plateado (caja protegida) |
| 4T-22      | Mercurio 155    | 147cc               | 155        | 1966 - 1974            |                           | Azul marino y plateado (caja protegida) |
| 5T-22      | Mercurio 155    | Irlanda             | 155        | ?                      |                           | ?                                       |
| 22-1       | Mercurio 175    |                     | 175        | 1966 - 1974            | -                         | Rojo y plateado (caja protegida)        |
|            |                 |                     |            |                        |                           |                                         |
| 35         | Mercurio 200    | USA                 | 200        | Enero 1967 - 1968      | 35.000.001 a 35.001.014   | Rojo con franja inferior plateada       |
|            |                 |                     |            |                        |                           |                                         |
| 139        | Mercurio 155 GT |                     | 155        | Septiembre 1974 - 1976 | 139.000.001 a 139.001.051 | Calabaza y negro                        |
|            |                 |                     |            |                        |                           |                                         |
| 175        | Mercurio 175 GT |                     | 175        | 1976 - 1986            | 175.000.001 a 175.002.450 | Rojo con doble franja plateada          |
| 1T-175     | Mercurio 175 GT | Ayuntamiento        | 175        | -                      | -                         | Rojo con doble franja plateada          |

Notas
1. ↑  Presentada en diciembre de 1960 y comercializada desde enero de 1961
2. ↑  Incluidas las Campera 125
3. ↑  Incluidas las Campera 155
4. ↑  A menudo llamada 175A, o también modelo 13-A
5. ↑  1966 - 1974 según algunas fuentes[9]
6. ↑  También llamada 200A
7. ↑  Febrero de 1966 según otras fuentes[3]

### 125
Los únicos elementos de chapa cromada que llevaba la Mercurio 125 eran las llantas de las ruedas, el codo del tubo de escape, los embellecedores de los amortiguadores posteriores y el borde del faro -la siguiente serie fabricada, sin embargo, ya llevaba el cárter y los tambores de freno cromados. El hecho de llevar el cárter sin pulir, aunque poco vistoso, beneficiaba la potencia del motor al permitir que se refrigerara mejor todo el conjunto. A pesar de tener el mismo bastidor que la Tralla 101, la Mercurio era una moto de poca altura debido a las ruedas de 17" que llevaba para abaratar el producto (así, cada rueda llevaba solo 28 radios, por los 32 de los otros modelos). El carburador era un Zenith de 18 mm de difusor, suficiente y de poco consumo.
Ficha técnica
| Bultaco Mercurio 125 | Bultaco Mercurio 125         | Bultaco Mercurio 125 |
| --- | ---------------------------- | -------------------- |
| Id. Modelo | 7                            |                      |
| Núm. Sèrie | 700.001 - 709.177            |                      |
| Años | 1960 - 1966                  |                      |
| CC | 124,98                       |                      |
| Diámetro x Carrera | 51,5 x 60 mm                 |                      |
| Compresión | 9:1                          |                      |
| CV | 9 a 5.000 rpm                |                      |
| Carburador | Zenith 18 mm                 |                      |
| Cambio | 4 velocidades                |                      |
| Neumático delantero | 3,00 x 17"                   |                      |
| Neumático trasero | 3,00 x 17"                   |                      |
| Freno delantero | 140 x 30 mm                  |                      |
| Freno trasero | 140 x 30 mm                  |                      |
| Peso en seco | 83 kg                        |                      |
| Depósito | Azul cielo y plateado (12 l) |                      |
| Otros - Encendido: Volante magnético FEMSA VAR 125-2 - Longitud total: 1.888 mm - Distancia entre ejes: 1.250 mm - Altura sillín: 758 mm - Manillar (ancho x alto): 560 x 878 mm - Velocidad máxima: 90 km/h - Consumo: 2,7 l x 100 km |                              |                      |

Notas
1. ↑  Incluidas las Campera 125
2. ↑  Presentada en diciembre de 1960 y comercializada desde enero de 1961

### 155 Mod. 9
Ficha técnica
| Bultaco Mercurio 155 | Bultaco Mercurio 155          | Bultaco Mercurio 155 |
| --- | ----------------------------- | -------------------- |
| Id. Modelo | 9                             |                      |
| Núm. Sèrie | 900.001 a 921.899             |                      |
| Años | 1963 - 1966                   |                      |
| CC | 153,1                         |                      |
| Diámetro x Carrera | 57 x 60 mm                    |                      |
| Compresión | 8:1                           |                      |
| CV | 11,6 a 5.500 rpm              |                      |
| Carburador | Zenith MX 20 mm               |                      |
| Cambio | 4 velocidades                 |                      |
| Neumático delantero | 3,00 x 17"                    |                      |
| Neumático trasero | 3,00 x 17"                    |                      |
| Freno delantero | 140 x 30 mm                   |                      |
| Freno trasero | 140 x 30 mm                   |                      |
| Peso en seco | 87 kg                         |                      |
| Depósito | Azul marino y plateado (12 l) |                      |
| Otros - Encendido: Plato magnético FEMSA VAR 125-4 - Longitud total: 1.915 mm - Distancia entre ejes: 1.270 mm - Altura sillín: 760 mm - Manillar (ancho x alto): 600 x 890 mm - Velocidad máxima: 90 km/h - Consumo: 2,9 l x 100 km |                               |                      |

Notas
1. ↑  Incluidas las Campera 155
2. ↑  93 kg segons unes altres fonts.[14]

### 175
La Mercurio 175 era un modelo destinado casi en exclusiva al mercado de los Estados Unidos. En 1966 se lanzó una versión en España, con estética diferente, que se comercializó con otro nombre de modelo, concretamente Senior 200.
Ficha técnica
| Bultaco Mercurio 175 | Bultaco Mercurio 175          |
| --- | ----------------------------- |
| Id. Modelo | 13: USA 13-N: Nacional        |
| Núm. Sèrie | 13.000.01 - 13.013.28         |
| Años | 1965 - ?                      |
| CC | 174,773                       |
| Diámetro x Carrera | 60,9 x 60 mm                  |
| Compresión | 8:1                           |
| CV | 13,3 a 6.500 rpm              |
| Carburador | Zenith 22 mm                  |
| Cambio | 4 velocidades                 |
| Neumático delantero | 3,00 x 17"                    |
| Neumático trasero | 3,00 x 17"                    |
| Freno delantero | 140 x 30 mm                   |
| Freno trasero | 140 x 30 mm                   |
| Peso en seco | 87 kg                         |
| Depósito | Azul marino y plateado (12 l) |
| Otros - Encendido: Plato magnético FEMSA VAR - Longitud total: 1.915 mm - Distancia entre ejes: 1.270 mm - Altura sillín: 760 mm - Manillar (ancho x alto): 700 x 900 mm - Velocidad máxima: 100 km/h - Consumo: 2,9 l x 100 km |                               |

Notas
1. ↑  El modelo 13 aparece documentado también como 13-A
2. ↑  1966 - 1974 según algunas fuentes[9]

### 155/175 Mod. 22
El modelo 22 se distinguía visualmente de los anteriores por llevar la caja de herramientas protegida, con una especie de carenado que iba del sillín al cárter. Además, la versión 155 montaba un nuevo motor de 147,78 cc que sustituía al anterior de 153,1.
| Bultaco Mercurio                                                                                         | Bultaco Mercurio                                                                                         | Bultaco Mercurio |
| --- | --- | --- |
| | 155 | 175 |
| Id. Model                                                                                                | 22 | 22-1 |
| Núm. Sèrie                                                                                               | 22.000.001 - 22.015.515                                                                                  | 22.000.001 - 22.015.515                                                                                                  |
| Años | 1966 - 1974                                                                                              | 1966 - 1974 |
| CC | 147,78                                                                                                   | 174,77 |
| Diámetro x Carrera                                                                                       | 56 x 60 mm                                                                                               | 60,9 x 60 mm |
| Compresión                                                                                               | 7,5:1 | ? |
| CV | 11,7 a 5.600 rpm                                                                                         | 17,3 a 7.500 rpm |
| Carburador                                                                                               | Zenith 20 MX-F 20 mm                                                                                     | Zenith 22 MX |
| Cambio                                                                                                   | 4 velocidades                                                                                            | 4 velocidades |
| Neumático delantero                                                                                      | 3,00 x 17"                                                                                               | 2,75 x 17" |
| Neumático trasero                                                                                        | 3,00 x 17"                                                                                               | 3,00 x 17" |
| Freno delantero                                                                                          | 140 x 30 mm                                                                                              | 140 x 30 mm |
| Freno trasero                                                                                            | 140 x 30 mm                                                                                              | 140 x 30 mm |
| Peso en seco                                                                                             | 93 kg | 87 kg |
| Depósito                                                                                                 | Azul marino y plateado (12 l)                                                                            | Rojo y plateado (12 l)                                                                                                   |
| Otros - Encendido: Plato magnético FEMSA VAR 41-11 - Velocidad máxima: 90 km/h - Consumo: 2,9 l x 100 km | Otros - Encendido: Plato magnético FEMSA VAR 41-11 - Velocidad máxima: 90 km/h - Consumo: 2,9 l x 100 km | Otros - Longitud total: 1.915 mm - Distancia entre ejes: 1.270 mm - Velocidad máxima: 105 km/h - Consumo: 2,9 l x 100 km |

Notas
1. ↑  Los modelos 4T-22 ("147cc") y 5T-22 ("Irlanda") eran variaciones del principal.

### 200
De la Mercurio 200 se derivó un modelo destinado en exclusiva al mercado de los Estados Unidos, la El Tigre, que se comercializó hasta 1968.
Ficha técnica
| Bultaco Mercurio 200 USA | Bultaco Mercurio 200 USA                 |
| --- | ---------------------------------------- |
| Id. Modelo | 35                                       |
| Núm. Sèrie | 35.000.001 - 35.001.014                  |
| Años | 1967 - 1968                              |
| CC | 196,04                                   |
| Diámetro x Carrera | 64,5 x 60 mm                             |
| Compresión | 10:1                                     |
| CV | 20,2 HP a 7.000 rpm                      |
| Carburador | Amal 376/25 mm                           |
| Cambio | 4 velocidades                            |
| Neumático delantero | 2,75 x 18"                               |
| Neumático trasero | 3,00 x 18"                               |
| Freno delantero | 160 x 35 mm                              |
| Freno trasero | 140 x 40 mm                              |
| Peso en seco | 95 kg                                    |
| Depósito | Rojo con franja inferior plateada (13 l) |
| Otros - Distancia entre ejes: 1.270 mm - Altura sillín: 774 mm - Manillar (ancho x alto): 698 x 958 - Velocidad máxima: 128 km/h |                                          |

Notas
1. ↑  Febrero de 1966, según otras fuentes[3]

### 155 GT
La Mercurio 155 GT incorporaba por primera vez en este modelo una caja de cambios de 5 velocidades. La estética se remodeló totalmente, y el color predominante pasó a ser el calabaza.
Ficha técnica
| Bultaco Mercurio 155 GT | Bultaco Mercurio 155 GT   |
| --- | ------------------------- |
| Id. Modelo | 139                       |
| Núm. Sèrie | 139.000.001 - 139.001.051 |
| Años | 1974 - 1976               |
| CC | 147,77                    |
| Diámetro x Carrera | 56 x 60 mm                |
| Compresión | 7,7:1                     |
| CV | 8,05 a 5.500 rpm          |
| Carburador | Zenith 20 MXF             |
| Cambio | 5 velocidades             |
| Neumático delantero | 3,00 x 17"                |
| Neumático trasero | 3,00 x 17"                |
| Freno delantero | 140 x 30 mm               |
| Freno trasero | 140 x 30 mm               |
| Peso en seco | 95 kg                     |
| Depósito | Calabaza y negro (12 l)   |
| Otros - Encendido: Magneto alternador a volante - Longitud total: 1.915 mm - Distancia entre ejes: 1.270 mm - Altura sillín: 760 mm - Manillar (ancho x alto): 600 x 890 mm - Velocidad máxima: 100 km/h |                           |

### 175 GT
La nueva Mercurio 175 GT incorporaba un nuevo motor de 176,21 cc que sustituía al anterior de 174,77.
Ficha técnica
| Bultaco Mercurio 175 GT | Bultaco Mercurio 175 GT                 | Bultaco Mercurio 175 GT |
| --- | --------------------------------------- | ----------------------- |
| Id. Modelo | 175                                     |                         |
| Núm. Sèrie | 175.000.001 - 175.002.450               |                         |
| Años | 1976 - 1986                             |                         |
| CC | 176,21                                  |                         |
| Diámetro x Carrera | 61,5 x 60 mm                            |                         |
| Compresión | 7,5:1                                   |                         |
| CV | 12,49 a 6.000 rpm                       |                         |
| Carburador | Zenith 22 MX                            |                         |
| Cambio | 5 velocidades                           |                         |
| Neumático delantero | 3,00 x 17"                              |                         |
| Neumático trasero | 3,00 x 17"                              |                         |
| Freno delantero | 140 x 30 mm                             |                         |
| Freno trasero | 140 x 30 mm                             |                         |
| Peso en seco | 95 kg                                   |                         |
| Depósito | Rojo con doble franja plateada (11,5 l) |                         |
| Otros - Encendido: Magneto alternador a volante - Longitud total: 1.912 mm - Distancia entre ejes: 1.264 mm - Altura sillín: 755 mm - Manillar (ancho x alto): 660 x 935 mm - Velocidad máxima: 112 km/h |                                         |                         |

Notas
1. ↑  Modelo 1T-175 para la versión "Ayuntamiento"